# 哈鲁尔
哈鲁尔（Harur），是印度泰米尔纳德邦Dharmapuri县的一个城镇。总人口20346（2001年）。

## 人口
该地2001年总人口20346人，其中男性10170人，女性10176人；0—6岁人口2385人，其中男1218人，女1167人；识字率75.33%，其中男性为82.34%，女性为68.32%。